# Boys Will Be Boys
«Boys Will Be Boys» —en español: «Los chicos serán chicos»— es una canción techno-pop con elementos del género house interpretada y coescrita por la cantante mexicana Paulina Rubio, cuya estructura lírica expresa el egocentrismo de los hombres y que según la misma cantante, es un himno y homenaje al género masculino. Ésta fue escrita y producida por el marroquí Nadir Khayat (más conocido como RedOne), con el apoyo de Bilal "The Chef" Hajji, Adam Baptiste y Alex Papaconstantinou. Tras la publicación como primer sencillo en inglés, después de diez años del lanzamiento internacional de «Don't Say Goodbye», la canción fue incluida en el extended play, Brava! Reload y el álbum Bravísima, dos ediciones especiales del décimo álbum de estudio de su intérprete, Brava!. 
Antecediendo el lanzamiento de la reedición y edición especial del álbum Brava!, la canción fue lanzada como el primer sencillo de dichos formatos por la discográfica Universal Music durante el mes de marzo de 2012. Con ello «Boys Will Be Boys» se convirtió en el trigésimo noveno sencillo cronológico de Paulina Rubio, y en su segundo sencillo producido por RedOne, quien anteriormente ya había producido la canción «Me Gustas Tanto», que fue lanzada en el verano de 2011. 
Su vídeo musical fue dirigido por Yasha Malekzad y se estrenó el 27 de abril de 2012 en el portal de internet YouTube. Su línea de historia se basa en una mansión, donde sus invitados, en su mayoría hombres, son sometidos a una especie de fetiches sexuales. En el transcurso del video, la cantante se muestra con una imagen sensual y atrevida, rodeada de modelos y bailarines vendados.

## Lanzamiento
El 24 de marzo de 2012, el sello discográfico Universal Music lanzó a la canción en formato digital, no incluida en el reciente álbum de estudio de la cantante. Ello, tras sólo un mes del lanzamiento del segundo sencillo de Brava!, «Me Voy» a dúo con el cantante mexicano Espinoza Paz. De forma paralela, ambos sencillos se encargarían de la promoción del disco en diferentes partes del mundo. «Boys Will Be Boys» se publicó especialmente para el mercado internacional europeo. 

## Posicionamiento en las listas  musicales

### Semanales y mensuales
| Chart (2012)                                    | Peak position |
| ----------------------------------------------- | ------------- |
| Mexico General Airplay (Monitor Latino)         | 16            |
| Mexico (Official Singles Chart)                 | 14            |
| Mexico Top Inglés (Monitor Latino)              | 20            |
| Mexican Airplay Chart (Billboard International) | 7             |
| Spain (Sales) (PROMUSICAE)                      | 2             |
| Spain (Airplay) (PROMUSICAE)                    | 2             |
| US Hot Dance Club Songs (Billboard)             | 17            |
| US Billboard Latin Pop Songs                    | 16            |
| US Billboard Tropical Songs                     | 10            |

### Anuales
| Year-End Chart (2012) | Peak position |
| --------------------- | ------------- |
| Spain (PROMUSICAE)    | 14            |

## Certificaciones
| Territorio | Organismo certificador | Certificación | Ventas certificadas | Simbolización | Ref.             |
| ---------- | ---------------------- | ------------- | ------------------- | ------------- | ---------------- |
| España     | Promusicae             | Oro           | 20 000              | ●             | [cita requerida] |